# Kleiner Happ
Der Kleine Happ, auch Kleines Happ, (2852 m ü. A.) ist ein Berggipfel des Dorferkamms in der Venedigergruppe in Osttirol (Österreich). Er liegt im Norden des Gemeindegebiets von Prägraten am Großvenediger. Benachbarte Gipfel sind der Südliche Happ und der Große Happ im Nordwesten sowie der Türml und der Kleine Geiger im Südwesten.

## Namensgebung und Geschichte
Das „Happ“ ist ein Dialektausdruck für „Schaf“, weshalb die Namensgebung des Gipfels eigentlich „Kleines Happ“ und nicht „Kleiner Happ“ lauten müsste. Die erste touristische Ersteigung erfolgte im Sommer 1897 durch K. Mittermayer.

## Lage
Der Kleine Happ liegt im Norden des Dorferkamms im Bereich der Kernzone des Nationalparks Hohe Tauern. Der alpin unbedeutende Gipfel erhebt sich im Westhang des Hinterbichler Dorfertals über dem Dorfergrund und dem Dorfer Bach. Östlich befindet sich der Talkessel des Stredacher Winkl mit dem Maurerbach. Der Kleine Happ liegt im Schatten des nordwestlich gelegenen Großen Happ mit seinem südlich gelegenen Nebengipfel, dem Südlichen Happ, die mit 3352 bzw. 3304 Metern jeweils wesentlich höher liegen als der Kleine Happ.

## Aufstiegsmöglichkeiten
Der Aufstieg zum Kleinen Happ erfolgt von der Essener-Rostocker Hütte oder von der Johannishütte zunächst auf dem markierten Steig des Schweriner Wegs. Auf der Höhe des felsigen Aderkamms wird der markierte Weg auf einer Höhe von 2494 Metern verlassen und die grasige Flanke nach Norden erstiegen, bevor über Blockstufen der Gipfel erreicht wird. Des Weiteren kann der Anstieg vom Aderkamm auch weiter im Blockhang bis zur westlich des Gipfels gelegenen Höhenmarke von 2942 Metern erfolgen, bevor der Anstieg weiter auf den flachen Kamm zum Gipfel erfolgt.